# Chiesa di Santa Maria Nuova (Collelongo)
La chiesa di Santa Maria Nuova è la parrocchiale di Collelongo, in provincia dell'Aquila e diocesi di Avezzano; fa parte della forania di Trasacco.

## Storia

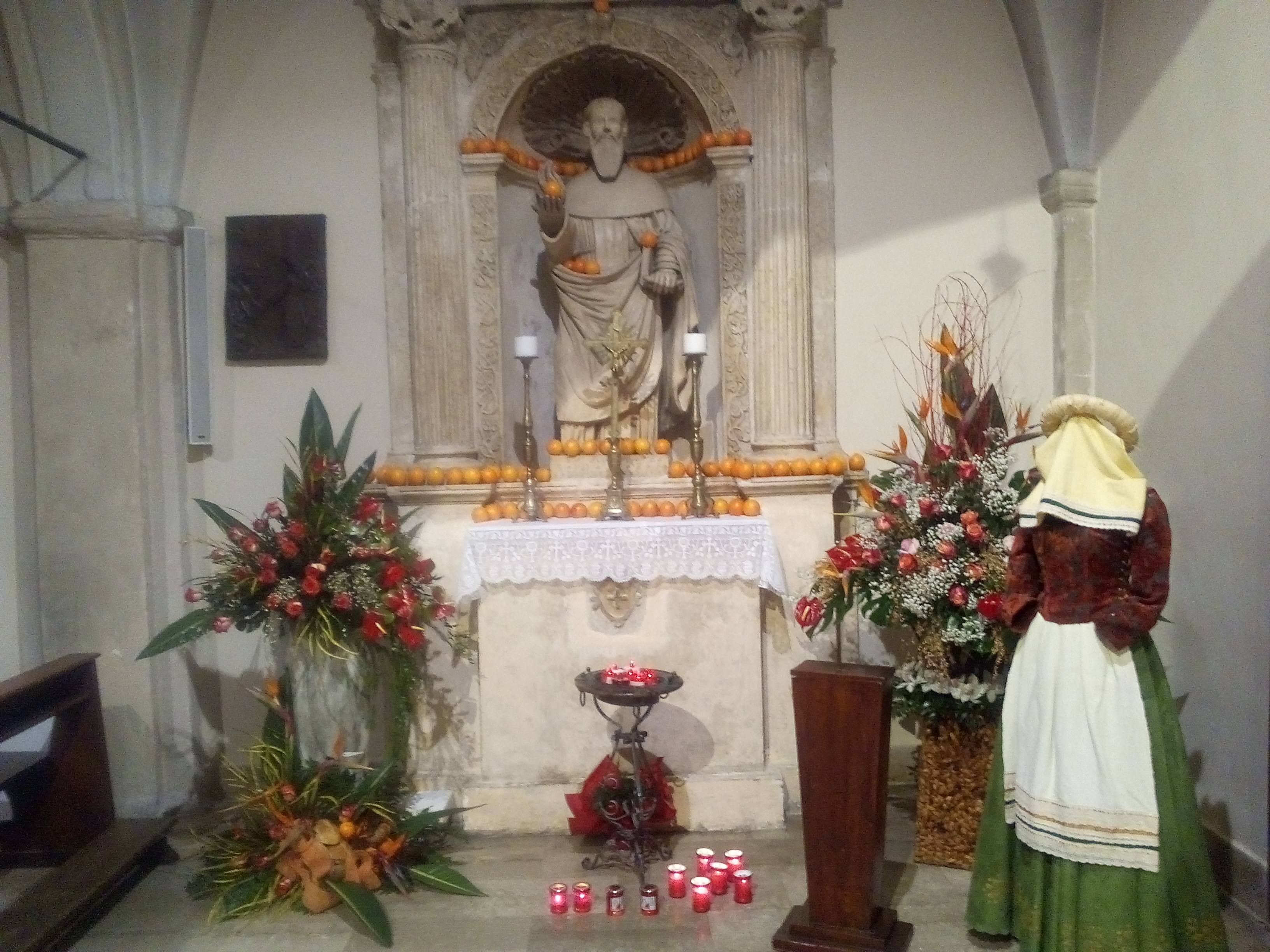
Statua e altare di sant'Antonio abate

La chiesa di Santa Maria Nuova fu edificata a cominciare dal 1557 sul sito della preesistente chiesa trecentesca intitolata a san Giovanni che svolse anche una funzione sepolcrale. La chiesa precedente sorgeva ai piedi del monte Calvario dove si sviluppò il nucleo originario dell'incastellamento altomedievale di Collelongo.
Il 16 luglio 1750 la nuova chiesa venne ufficialmente intitolata alla Beata Vergine Maria dal vescovo dei Marsi, mons. Domenico Antonio Brizi.
Completata e ampliata tra il XVIII e XIX secolo fu gravemente danneggiata dal terremoto della Marsica del 1915. Il progetto di restauro fu realizzato il 29 agosto 1921.

## Descrizione

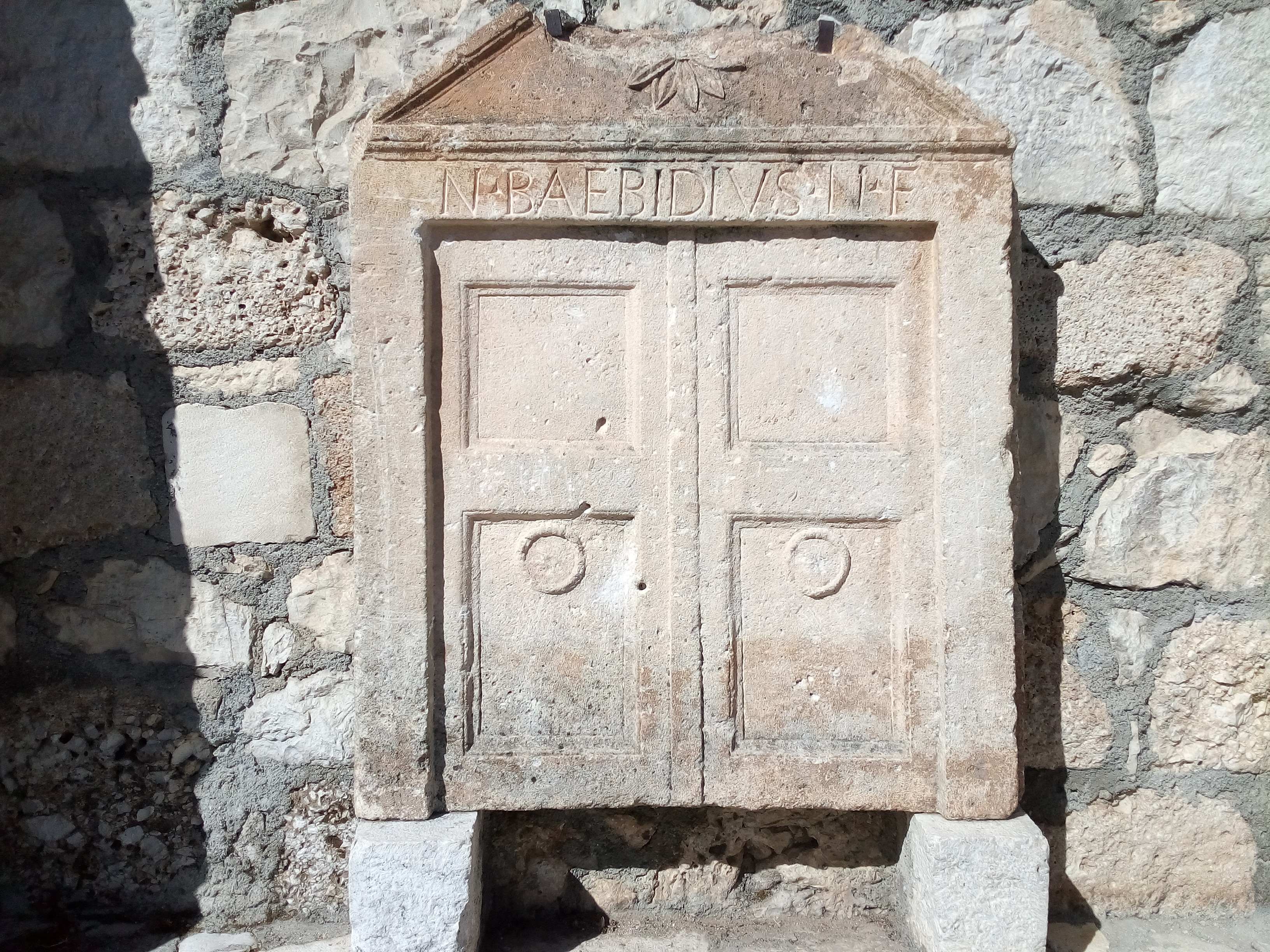
Pietra sepolcrale

La chiesa, a tre navate, si caratterizza per gli ingressi sulla facciata laterale: un portale è datato 1746, mentre sui lati vi sono due steli provenienti dalle necropoli di epoca romana della Vallelonga. 
Frontalmente ci sono le tracce della preesistente chiesa di San Giovanni che era di dimensioni più piccole e con una sola navata.
Il campanile quadrato fu restaurato nel 1787.
Internamente, oltre ad un organo a canne del 1745 restaurato e impreziosito nel 1883 dall'organaro romano Tommaso Vayola, si trovano diverse opere d'arte come il frammento di un affresco della fine del Cinquecento raffigurante san Bernardino da Siena adorante la Madonna e una pala d'altare dedicata a san Michele Arcangelo, opera di Mario Ceroli, la statua in pietra di sant'Antonio datata 1642 e collocata su altare del 1790, una pala d'altare di sant'Antonio, opera di Riccardo Tommasi Ferroni e la statua lignea di san Rocco, realizzata nel 1850 da Piero Guccione e intitolata Lo sguardo di San Rocco. Le formelle della via crucis furono realizzate nel XX secolo da Francesco Sansone, scultore originario di Collelongo.